# Impasse Saint-Vincent
L'impasse Saint-Vincent est une voie située dans le quartier du Combat du 19e arrondissement de Paris en France.

## Origine du nom
Cette très petite impasse de Paris tient son nom de Vincent de Saragosse[réf. nécessaire].

## Historique
Cette voie en impasse, ouverte vers 1890, reçut son nom par le propriétaire. 